# Stephen Pichon
Stephen-Jean-Marie Pichon (Arnay-le-Duc, 10 de agosto de 1857 -  Vers-en-Montagne, 18 de septiembre de 1933) fue un político francés, senador, diputado, ministro de Asuntos Exteriores de la Tercera República Francesa entre 1906 y 1911, en 1913 y 1917 y 1920 y embajador francés en Pekín.